# Hyphessobrycon iheringi
Hyphessobrycon iheringi är en fiskart som beskrevs av Fowler, 1941. Hyphessobrycon iheringi ingår i släktet Hyphessobrycon och familjen Characidae. Inga underarter finns listade i Catalogue of Life.